# Nachal Arza
Nachal Arza (hebrejsky: נחל ארזה) je vádí v Judských horách v Izraeli.
Začíná v nadmořské výšce přes 700 metrů v prostoru města Mevaseret Cijon severozápadně od Jeruzaléma. Směřuje pak k východu prudce se zahlubujícím údolím s částečně zalesněnými svahy. Z východu míjí horu Har Šlomcijon. Po jižní straně údolí vede dálnice číslo 1. Nachází se tu pramen Ejn Arza (עין ארזה), arabsky nazývaný Ajn al-Asafir. Vádí pak ze severu míjí vesnici Moca Ilit a poblíž městské čtvrti Jeruzaléma Moca ústí zprava do potoka Sorek.